# Nguyễn Tăng Tuấn
Nguyễn Tăng Tuấn (sinh 28 tháng 6 năm 1986 tại Triệu Sơn, Thanh Hoá)  là một cầu thủ bóng đá Việt Nam. Anh từng thi đấu cho câu lạc bộ Thanh Hóa.

## Sự nghiệp
Tăng Tuấn xuất thân từ lò đào tạo trẻ của Thanh Hoá. Đến năm 2003 thì anh chuyển sang thử việc tại đội trẻ của Hoàng Anh Gia Lai .
Tăng Tuấn nổi tiếng từ giải trẻ U21 báo Thanh Niên năm 2006. Anh là một trong những cầu thủ xuất sắc nhất ở giải đấu này, đoạt danh hiệu Vua phá lưới với 5 bàn thắng trong màu áo U21 Hoàng Anh Gia Lai và lọt vào đội hình tiêu biểu của giải . Danh hiệu Vua phá lưới U21 quốc gia giúp cầu thủ này có tên đội tuyển U21 Việt Nam, Olympic Việt Nam và được đôn lên thi đấu trong đội hình chính Hoàng Anh Gia Lai kể từ mùa bóng 2007 . Tuy nhiên anh đều lỡ hẹn với hai kỳ SEA Games 2009 và 2011 .
Năm 2012 anh chuyển sang đầu quân cho Becamex Bình Dương, với giá trị chuyển nhượng được cho là 8 tỷ đồng. Chủ tịch câu lạc bộ Hoàng Anh Gia Lai đã nhận xét: "Cầu thủ Việt Nam càng ngày càng mất dạy" từ vụ chuyển nhượng này . Hiện nay anh là một trong những chân sút hàng đầu của Becamex Bình Dương với 8 bàn thắng ở giải vô địch quốc gia trong mùa đầu tiên thi đấu tại đây .
Giai đoạn 2 mùa giải V.League 1-2016, anh trở về đầu quân cho đội bóng đá quê hương Thanh Hóa sau 13 năm phiêu bạt.

## Đời tư
Đầu năm 2013 Tăng Tuấn có người vợ là cựu sinh viên trường Đại học An ninh nhân dân .

## Thành tích
V.League - 1
- Vô địch (2): 2014, 2015

Cúp quốc gia Việt Nam
- Vô địch (1): 2015
- Huy chương bạc (1): 2014

Siêu cúp bóng đá Việt Nam
- Vô địch (1): 2015